# لاباتري (كيبك)
لاباتري (بالإنجليزية: La Patrie, Quebec)‏ هي بلدية محلية في كيبيك تقع في كندا في Le Haut-Saint-François Regional County Municipality. يقدر عدد سكانها بـ 749 نسمة ومساحتها 206.70 كم2 .